# Edvin Tiemroth
Edvin Christian Tiemroth (født 18. februar 1915 i København, død 16. november 1984 smst) var en dansk skuespiller og sceneinstruktør.

## Liv og karriere
Edvin Tiemroth var søn af overretssagfører Christian Tiemroth, blev student fra Metropolitanskolen 1932, hvorefter han gennemgik Det kongelige Teaters elevskole 1934-1936 og var skuespiller ved teatret frem til 1937. Fra 1937-1940 var han ansat på Odense Teater, samt knyttet til flere forskellige københavnske og frederiksbergske scener, herunder Riddersalen.
Han optrådte på Frederiksberg Teater 1940-1941 og 1943-1945, før han fra 1945 virkede freelance skuespiller og sceneinstruktør, og senere fra 1963-1967 som sceneinstruktør på Det kongelige Teater.
Herefter blev han direktør for Aarhus Teater.
Han var gift med skuespillerinden Clara Østø. Sammen fik de datteren Lene Tiemroth, der også var skuespiller.
1968 blev han Ridder af Dannebrog.
Han er begravet på Bispebjerg Kirkegård (fællesgrav).

## Filmografi
- En lille tilfældighed – 1939
- Jeg har elsket og levet – 1940
- Far skal giftes – 1941
- Ballade i Nyhavn – 1942
- Et skud før midnat – 1942
- Erik Ejegods pilgrimsfærd – 1943
- Mine kære koner – 1943
- Når man kun er ung – 1943
- Biskoppen – 1944
- Den usynlige hær – 1945
- En ny dag gryer – 1945
- Ditte Menneskebarn – 1946
- Så mødes vi hos Tove – 1946
- Affæren i Mølleby – 1976
- Kassen stemmer – 1976
- Matador. Højesteretssagfører Øster - 1978